# Cornelia Rauh

Cornelia Rauh

Cornelia Rauh (-Kühne) (* 1. März 1957 in Karlsruhe) ist eine deutsche Historikerin. Sie lehrt seit 2005 als Professorin für Deutsche und Europäische Zeitgeschichte an der Universität Hannover.

## Leben
Cornelia Rauh studierte nach dem Abitur in Ettlingen Geschichte, Germanistik, Politikwissenschaften und Volkswirtschaft an den Universitäten Heidelberg, Bonn und Tübingen. 1982 legte sie das Erste Staatsexamen für das Lehramt an Gymnasien (Sekundarstufe II) in den Fächern Geschichte und Germanistik ab und studierte 1983 bis 1985 im Aufbaustudium Kommunikationswissenschaft an der Universität Stuttgart-Hohenheim. Sie promovierte 1989 bei Bernhard Mann in Tübingen mit der Dissertation Fragmentierte Kleinstadtgesellschaft und Nationalsozialismus: Ettlingen 1918–1939 zur Dr. phil. Von 1988 bis 2001 war sie dort Wissenschaftliche Angestellte und später Assistentin am Lehrstuhl für Neuere Geschichte von Dieter Langewiesche. 2001 habilitierte sie sich bei Langewiesche mit der Schrift Zwischen „Weltfreihandel“ und „Autarkiewahn“ – Die Aluminium Industrie AG, ein Schweizer Multikonzern in Hitlers Europa und erhielt am 18. Juli 2001 die Venia legendi für das Fach „Neuere Geschichte“. 2001/2002 vertrat sie Langewiesche, 2003/2004 war Rauh Visiting Fellow am History Department der Princeton University. Seit dem 1. April 2005 ist sie, in der Nachfolge von Adelheid von Saldern, Professorin für Deutsche und Europäische Zeitgeschichte an der Universität Hannover. 2010 lehnte sie den Ruf an die Universität Bamberg, Lehrstuhl für Neuere und Neueste Geschichte unter Einbeziehung der Landesgeschichte, ab.
Sie hat zahlreiche Schriften zur Unternehmensgeschichte sowie zum Thema „Bürgertum und Bürgerlichkeit“ im 20. Jahrhundert verfasst. Im Auftrag von Siemens bearbeitete sie zusammen mit Hartmut Berghoff die Geschichte des Unternehmens von 1981 bis zum Jahr 2011. Das Manuskript wurde bisher nicht veröffentlicht. Siemens teilte 2017 mit, dass dies auch nicht mehr geschehen solle. Aktuell beforscht sie ethnische Minderheiten, die Stadt im sozialen Wandel der zweiten Hälfte des 20. Jahrhunderts und Unternehmensgeschichte, besonders Fragen der Korruption. Rauh bevorzugt den mikrohistorischen Ansatz.
Sie ist Mitglied des Beirats der Stiftung „Forschungsstelle für Zeitgeschichte in Hamburg“ und der Gesellschaft für Unternehmensgeschichte.

## Rezeption
Ihre Biographie des (NSDAP-)Funktionärs- und Unternehmers Fritz Kiehn ist als „historiographische Meisterleistung (und) geglücktes Beispiel für die Fruchtbarkeit interdisziplinärer historischer Forschung“ bzw. „ungewöhnlich einsichtsvolles und kluges Buch über die deutsche Normalität des 20. Jahrhunderts“ aufgenommen worden.
Ihre Habilitationsschrift erhielt 2003 den 1. Preis der Gesellschaft für Unternehmensgeschichte. Sie belegt anhand der Schweizer Aluminiumindustrie, dass nicht die schweizerische Neutralität im Zweiten Weltkrieg den Überfall der Wehrmacht auf das Land verhinderte, sondern die Tatsache, dass die Schweiz als Rüstungslieferant, zuverlässiger Transitpartner und funktionierender Devisenhandelsplatz für das NS-Regime wichtig war. Rauhs aufgrund der staatlichen Durchdringung der Wirtschaft durch das NS-Regime „politische Unternehmensgeschichte“ zeigt, dass die Alusuisse mit fortschreitendem Kriegsverlauf zunehmend in den deutschen Rüstungsapparat integriert wurde. Die Arbeit gilt als „wichtiger Beitrag zur in der Schweiz selbst institutionell doch eher schwach verankerten Unternehmensgeschichtsschreibung“.

## Schriften
Monographien
- Katholisches Milieu und Kleinstadtgesellschaft. Ettlingen 1918–1939. Thorbecke, Sigmaringen 1991 (zugleich: Dissertation, Universität Tübingen, 1989).
- mit Hartmut Berghoff: Fritz K. Ein deutsches Leben im 20. Jahrhundert. DVA, Stuttgart/München 2000 (Kap. 3, 4, 5, 6, 7, 10 u. 11 von C. Rauh-Kühne, Einleitung u. Schluss gemeinsam).
  - ergänzte und vollständig überarbeitete englische Fassung: The Respectable Career of Fritz K. The Making and Remaking of a Provincial Nazi Leader, 1885–1980. Berghahn, New York/London 2015.
- Schweizer Aluminium für Hitlers Krieg? Zur Geschichte der Alusuisse 1918–1950 (= Schriftenreihe der Zeitschrift für Unternehmensgeschichte. Bd. 19). Beck, München 2009 (zugleich: Habilitationsschrift, Universität Tübingen, 2001).

Sammelbände
- mit Michael Ruck (Hrsg.): Regionale Eliten zwischen Diktatur und Demokratie. Baden und Württemberg 1930–1952. Oldenbourg, München 1993.
- mit Thomas Kühne (Hrsg.): Raum und Geschichte. Regionale Traditionen und föderative Ordnungen von der frühen Neuzeit bis zur Gegenwart. [Bernhard Mann zum 65. Geburtstag] (= Schriften zur südwestdeutschen Landeskunde. Bd. 40). DRW, Leinfelden-Echterdingen 2001.
- mit Mathias Beer, Dietrich Beyrau (Hrsg.): Deutschsein als Grenzerfahrung. Minderheitenpolitik in Europa zwischen 1914 und 1950. Klartext, Essen 2009.
- mit Gunilla Budde, Eckart Conze (Hrsg.): Bürgertum nach dem bürgerlichen Zeitalter. Leitbilder und Praxis seit 1945 (= Bürgertum. Neue Folge, Bd. 10). Vandenhoeck & Ruprecht, Göttingen 2010.
- mit Dirk Schumann (Hrsg.): Ausnahmezustände. Entgrenzungen und Regulierungen in Europa während des Kalten Krieges (= Veröffentlichungen des zeitgeschichtlichen Arbeitskreises Niedersachsen. Bd. 28). Wallstein, Göttingen 2015.
- mit Arnd Reitemeier, Dirk Schumann (Hrsg.): Kriegsbeginn in Norddeutschland. Zur Herausbildung einer „Kriegskultur“ 1914/15 in transnationaler Perspektive (= Veröffentlichungen der Historischen Kommission für Niedersachsen und Bremen. Bd. 284). Wallstein, Göttingen 2015.

Aufsätze
Zahlreiche Aufsätze zur Alltags- und Politischen Sozialgeschichte (besonders am Beispiel Ettlingens) im 20. Jahrhundert, zu Zwangsarbeit/Entnazifizierung, zur Unternehmensgeschichte, zum  Wirtschaftsbürgertum und Bürgerlichkeit, zur nationalen Identitätsbildung und der Erinnerungsgeschichte im 20. Jahrhundert.